# Куркак (гора)
Куркак (башк. Көркәк) — гора на Південному Уралі. Розташована на території Абзеліловського району Башкортостану за 22 км від міста Бєлорєцька. Поруч з горою розташовані села Абзаково та Муракаєво.

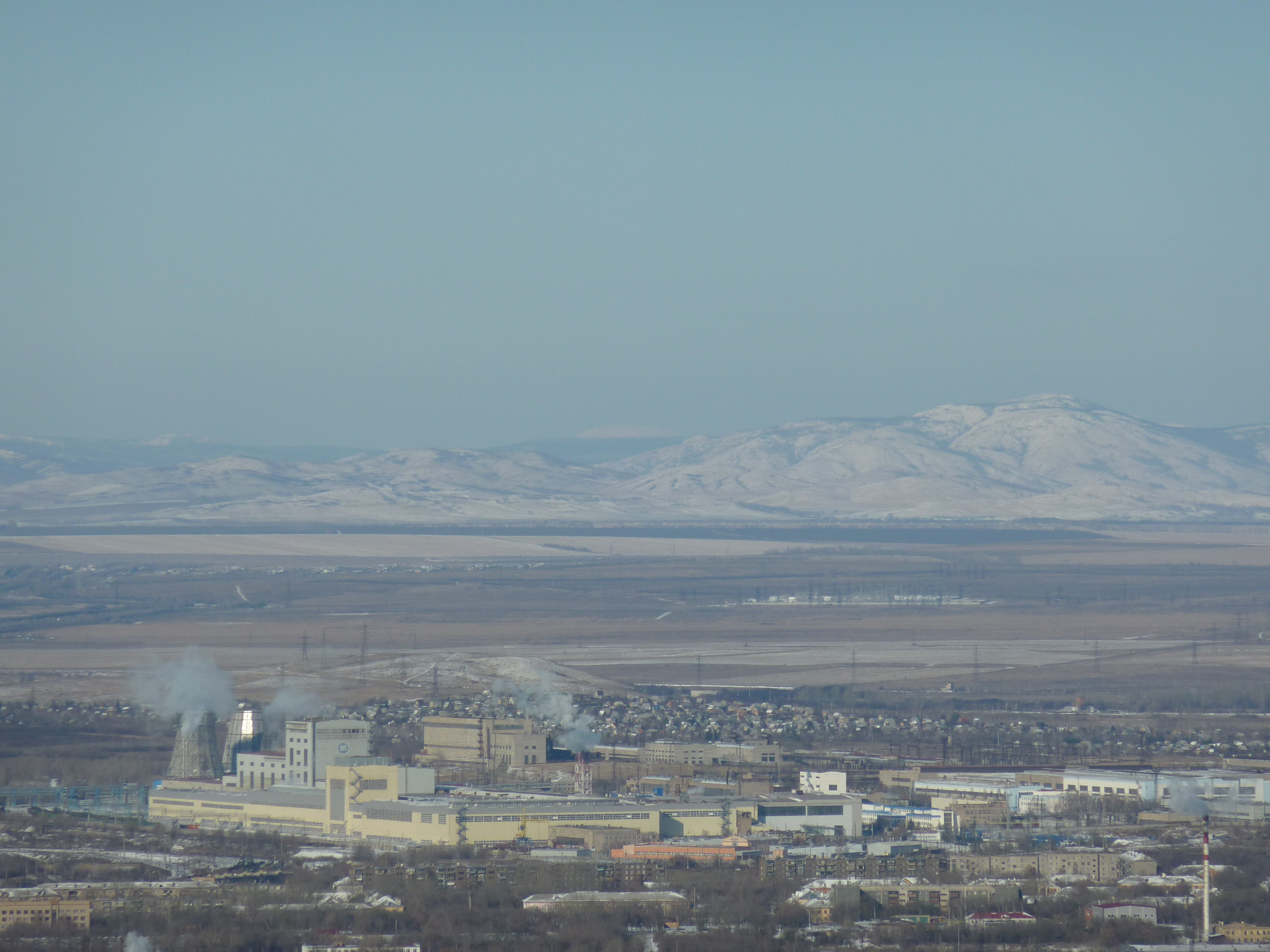

З 1997 року має статус пам'ятки природи. Об'єктами охорони є лісостепові ландшафти і рідкісні рослини та тварини. Площа природоохоронної території — 515,1 га.

## Етимологія
Ймовірно, назва походить від застарілого башкирського слова көркә — землянка.
Також назва могла походити від башкирського слова куркак, що в перекладі означає «боязливий».